# Molokaʻi
Molokaʻi (Molokai) – hawajska wyspa znajdująca się pomiędzy Oʻahu a Maui. Jest piątą co do wielkości wyspą w Archipelagu Hawajskim i dwudziestą siódmą należącą do USA. Głównym miastem wyspy jest Kaunakakai. Wyspa uznana została przez pismo National Geographic za dziesiątą ze 111 wysp na Ziemi, które warto odwiedzić.
Słabo zaludniona, zaledwie ok. 8 tys. mieszkańców. Długość wynosi 61 km, szerokość 16 km, a powierzchnia 673 km². Molokaʻi jest gęsto zalesiona i górzysta (najwyższy szczyt 1517 m n.p.m.), panuje na niej klimat zwrotnikowy morski. Na wyspie hoduje się bydło i uprawia ananasy.
Molokaʻi od 1860 roku była znana jako miejsce przymusowej zsyłki trędowatych. Kolonia trędowatych znajdowała się na półwyspie Kalaupapa na północy wyspy. Wśród chorych pełnił posługę zakonnik katolicki ojciec Damian z Molokaʻi. 

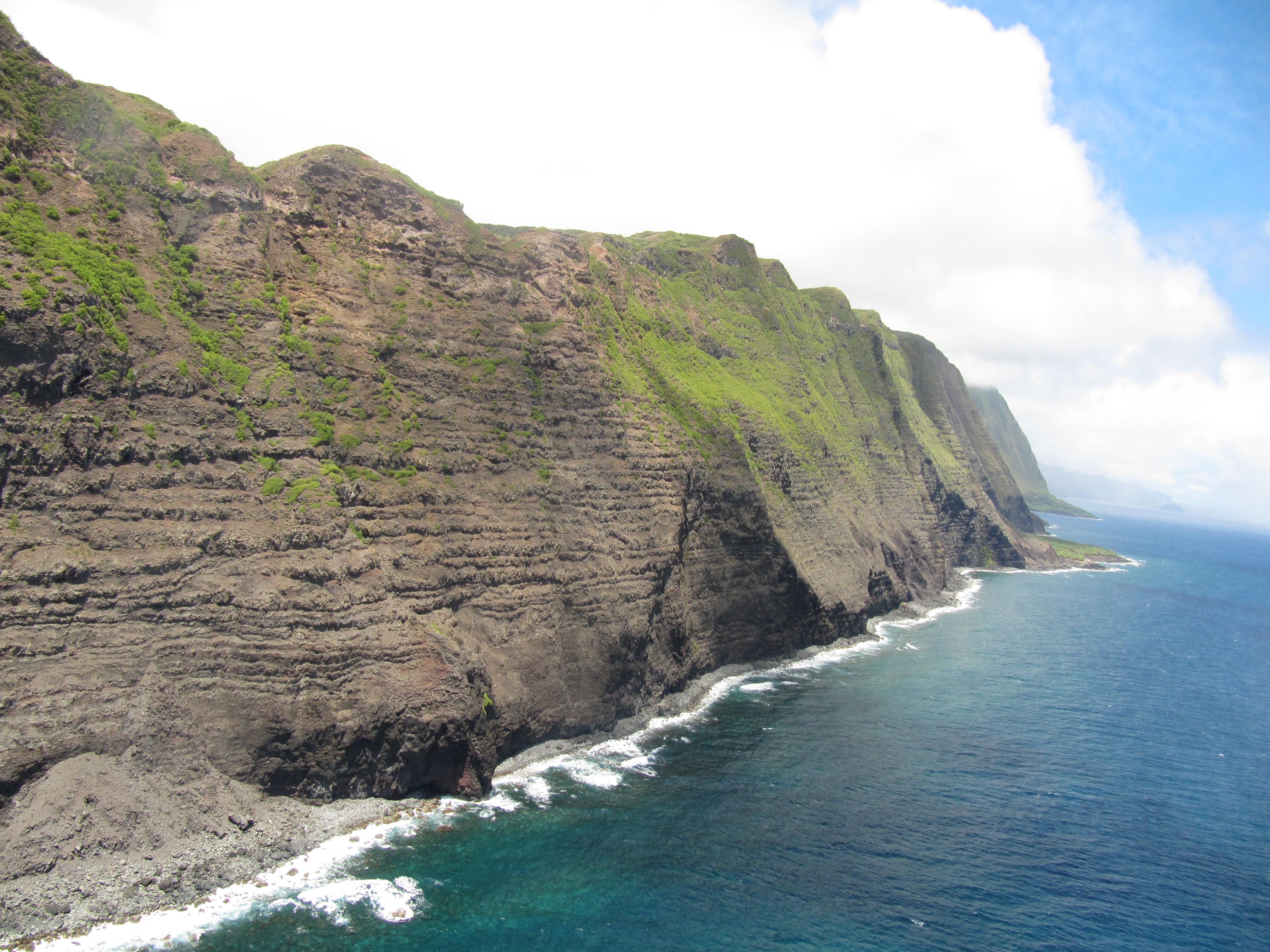
Klif oglądany z pokładu helikoptera

Molokaʻi powstała z dwóch wulkanów. Część jednego z nich osunęła się do Oceanu Spokojnego około 1,5 mln lat temu. Pozostałość wulkanu utworzyła największy klif na Ziemi, który wznosi się 1010 m nad poziomem wody. Znajduje się on na północnym wybrzeżu wyspy Molokaʻi, niedaleko Umilehi Point. Na wyspie znajduje się także czwarty pod względem wysokości wodospad świata – Oloʻupena o wysokości 900 m.